# چاغان‌اول (خوفسگول)
شهرستان چاغان‌اُول (به زبان مغولی: Цагаан-Уул сум، [Cagaan-Uul sum]؛ ᠴᠠᠭᠠᠨ ᠠᠭᠤᠯᠠ ᠰᠤᠮᠤ، [čaɣan aɣula sumu]) یک شهرستان (سُوم) در مغولستان است که در استان خوفسگول واقع شده‌است.

## تقسیمات اداری
شهرستان چاغان‌اُول متشکل از ۶ قصبه (باغ) می‌باشد، شامل:
- آغار (مغولی: Агар баг، [Agar bag]؛ ᠠᠭᠠᠷᠤ ᠪᠠᠭ، [aɣaru baɣ])
- اوفگُد (مغولی: Өвгөд баг، [Övgöd bag]؛ ᠡᠪᠦᠭᠡᠳ ᠪᠠᠭ، [öbged baɣ])
- توسون (مغولی: Тосон баг، [Toson bag]؛ ᠲᠣᠰᠤᠨ ᠪᠠᠭ، [tosun baɣ])
- جارغالانت (مغولی: Жаргалант баг، [Žargalant bag]؛ ᠵᠢᠷᠭᠠᠯᠠᠩᠲᠤ ᠪᠠᠭ، [jirɣalaŋtu baɣ])
- خوجیرت (مغولی: Хужирт баг، [Xužirt bag]؛ ᠬᠤᠵᠢᠷᠲᠤ ᠪᠠᠭ، [qučirtu baɣ])
- شارغه (مغولی: Шарга баг، [Šarga bag]؛ ᠰᠢᠷᠭ᠎ᠠ ᠪᠠᠭ، [širɣ-a baɣ])